# Araquém
Araquém é um distrito do município de Coreaú, no estado do Ceará. Situa-se aproximadamente 18 km a oeste da sede municipal. É o berço natal do político Flamarion Portela ex-governador de Roraima.

## História
As terras do atual distrito de Araquém eram habitadas por diversas etnias índigenas, tais como: Anacé, Tacari-Arariu, Tabajara, além dos Tremembé. antes da povoação portuguesa.
Os portugueses começaram o  povoamento ( inversamente esse povoamento significou o despovoamento dos nativos) de Araquém, provavelmente no início do século XVIII. Ao redor da pequena Capela de Santo Antônio de Pádua do Olho D'Água do Curuayhú, construída próximo ao riacho Juazeiro (afluente do Rio Coreaú), consolidou-se o centro habitacional.
Considerando que a pequena capela foi inaugurada no ano de 1742, Araquém corresponde a um dos mais antigos povoamentos portugueses da região do Vale do Rio Coreaú.
Inicialmente, o povoado chamava-se Santo Antônio, em homenagem à pequena capela - nome que prevalesceu durante mais de dois séculos, até que, em 20 de dezembro de 1938, teve seu nome mudado para Araquém, em homenagem ao Tucháua Tabajara pai de Iracema (personagem alencarina). 
O terreno no qual foi construído a capela de Santo Antônio de Pádua (localizada no centro de Araquém) foi doado pelo Sargento-Mor Manuel Dias de Carvalho e por sua esposa, D. Bárbara Cabor de Olival, em 3 de agosto de 1726. Segundo Sampaio, Manuel Dias de Carvalho teria chegado ao Ceará no ano de 1705, para se apossar das sesmarias que lhe haviam sido concedidas por El Rey de Portugal, às margens do Rio Coreahu, que correspondem atualmente aos municípios de Granja, Coreaú, Camocim, Martinópole, Uruoca, Frecheirinha, Moraújo, Chaval e Barroquinha.
No ano de 1757 foi criada a Freguesia de Santa Cruz do Coreaú nas sesmarias do Sargento-Mor Manuel Dias de Carvalho. A freguesia recebeu ainda as denominações de Ribeira do Coreaú, Macaboqueira e, posteriormente, Nossa Senhora da Piedade da Várzea Grande. Algumas décadas após a independencia política do Brasil (1822), a freguesia de Varzea Grande sofre sua primeira framentação territorial, com a emancipação do município de Palma em 24 de setembro de 1870 (que corresponde atualmente aos municípios de Coreaú, Frecheirinha e Moraújo). O povoado de Santo Antônio deixa então seu vínculo com a Varzea Grande, passando a integrar o município de Palma. Posteriormente, durante o Estado Novo (1930-1945), foram feitas várias alterações toponímicas no Ceará, de modo que Varzea Grande, Palma e Santo Antônio passaram a ser conhecidos, respectivamente, como: Granja, Coreaú e Araquém. Araquém fica a cerca de 10 km de Arapá, histórico distrito de Tianguá

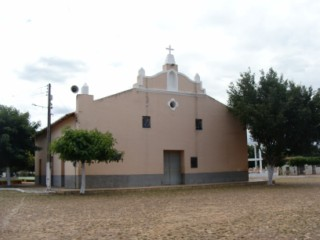
Capela de Santo Antônio de Pádua

## A Capela de Santo Antônio

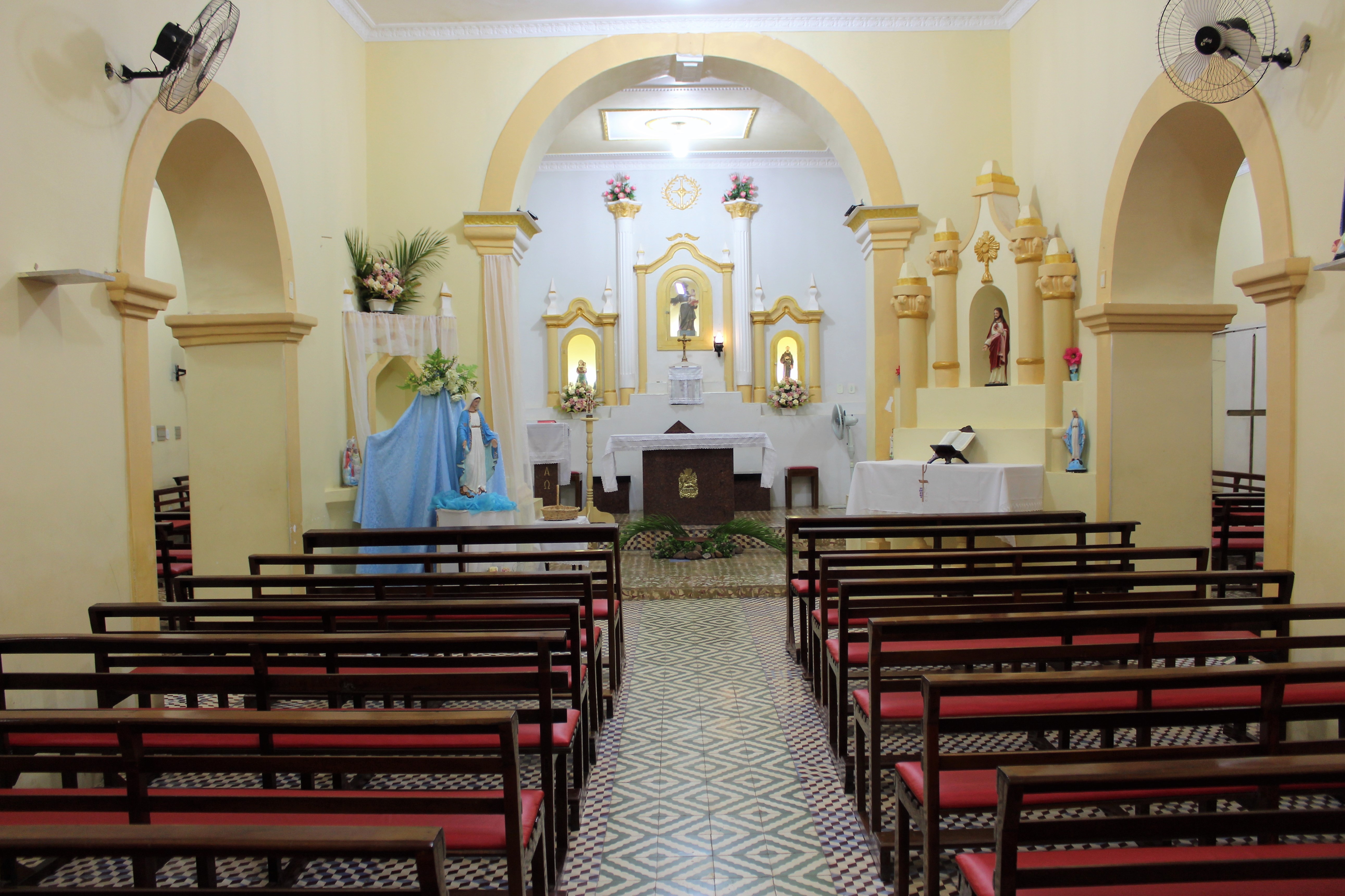
Imagem de riqueza arquitetônica Interior da igreja.

Segundo Pildas, quando foi fundada a Freguesia da Ribeira do Coreaú, em 1757, a capela de Santo Antônio de Pádua, situada na praça central de Araquém, era a única da região, de modo que foi elevada à condição de Matriz interina pelo então bispo de Olinda Dom Francisco Xavier Aranha. A Capela de Santo Antônio do Araquém continuou em condição de igreja matriz até o dia 8 de setembro de 1759, quando terminou de ser construída a Igreja Matriz de Granja, na sede da Freguesia. Com a fundação de Palma, no fim do século XIX, a capela de Santo Antônio passou então a ser sufragânea da Matriz de Coreaú. Por volta de 1966 a capela de Santo Antônio estava em ruínas, tendo sido tombada e reformada pela Prefeitura de Coreaú no ano de 1993.

### Ligação rodoviária
O Distrito liga-se a sede municipal através da rodovia estadual CE-240 que entronca-se com a BR-222 no sopé da Serra Grande, no povoado Bela Vista, antigo Saco.

## Praças de Araquém

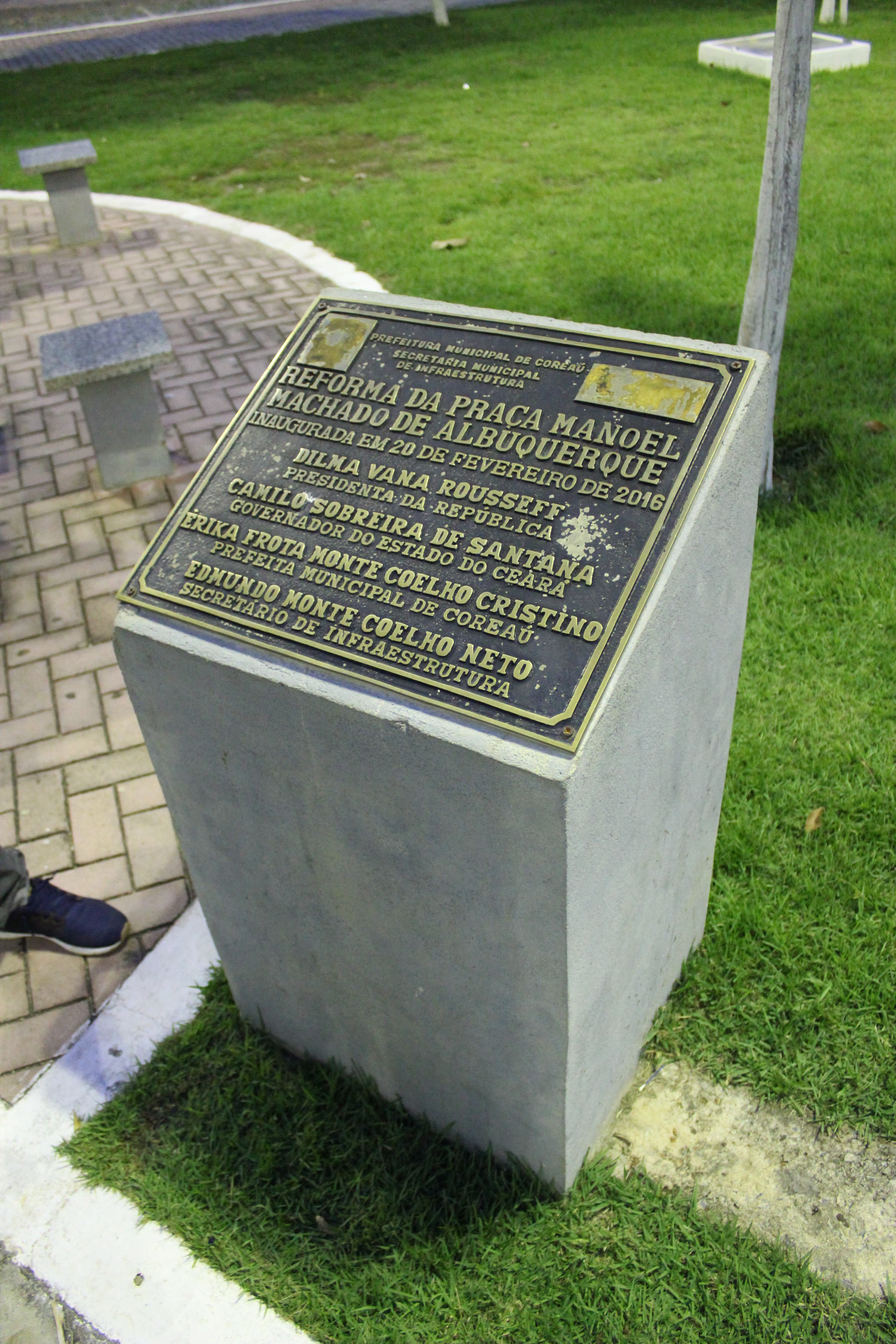
Marco da praça Manoel Machado de Albuquerque.

1) Praça Manoel Machado de Albuquerque (Praça da Capela Santo Antônio).
2) Praça José Mateus de Souza.

## Imagens

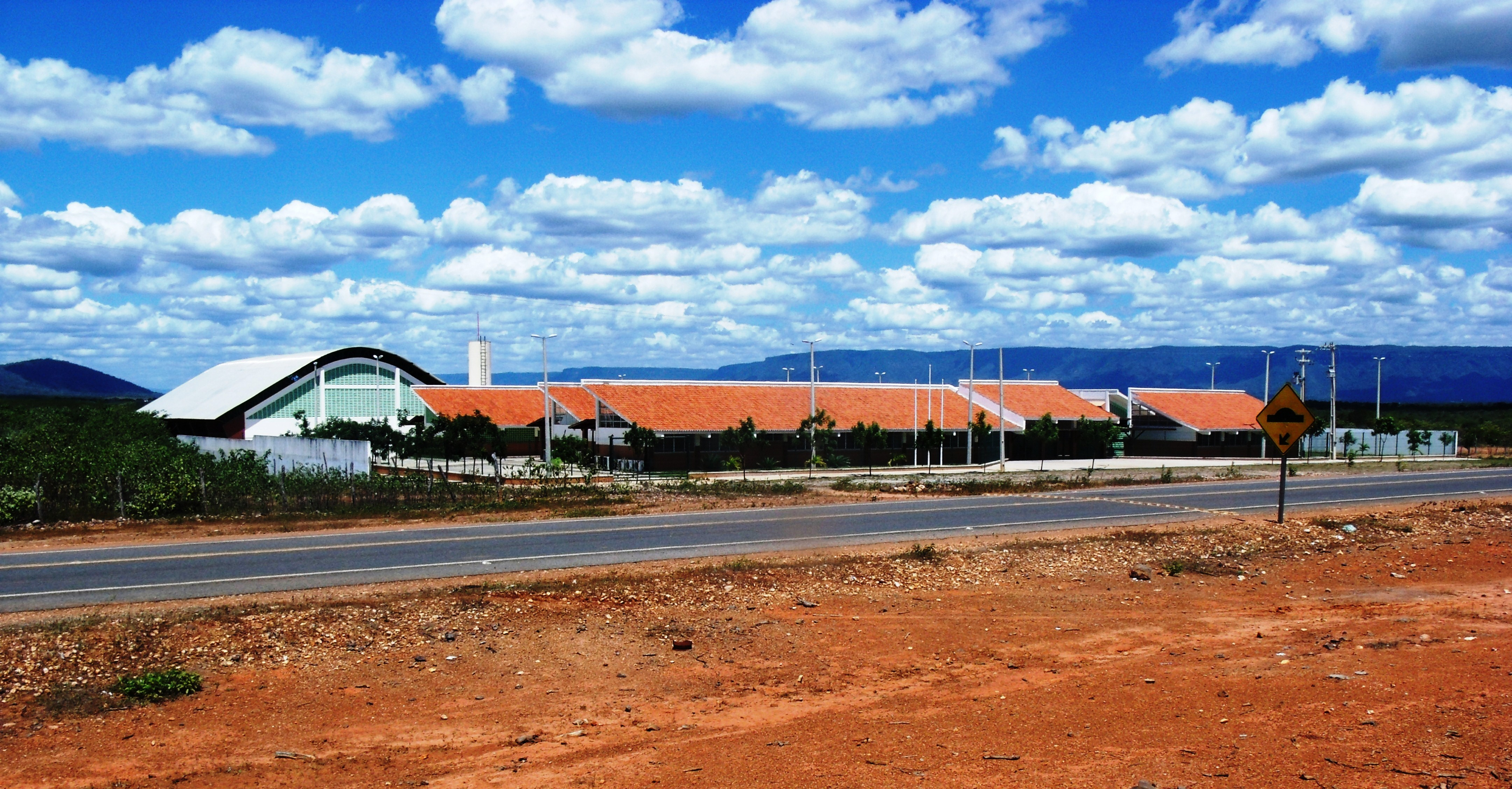
Escola Flora Teles.
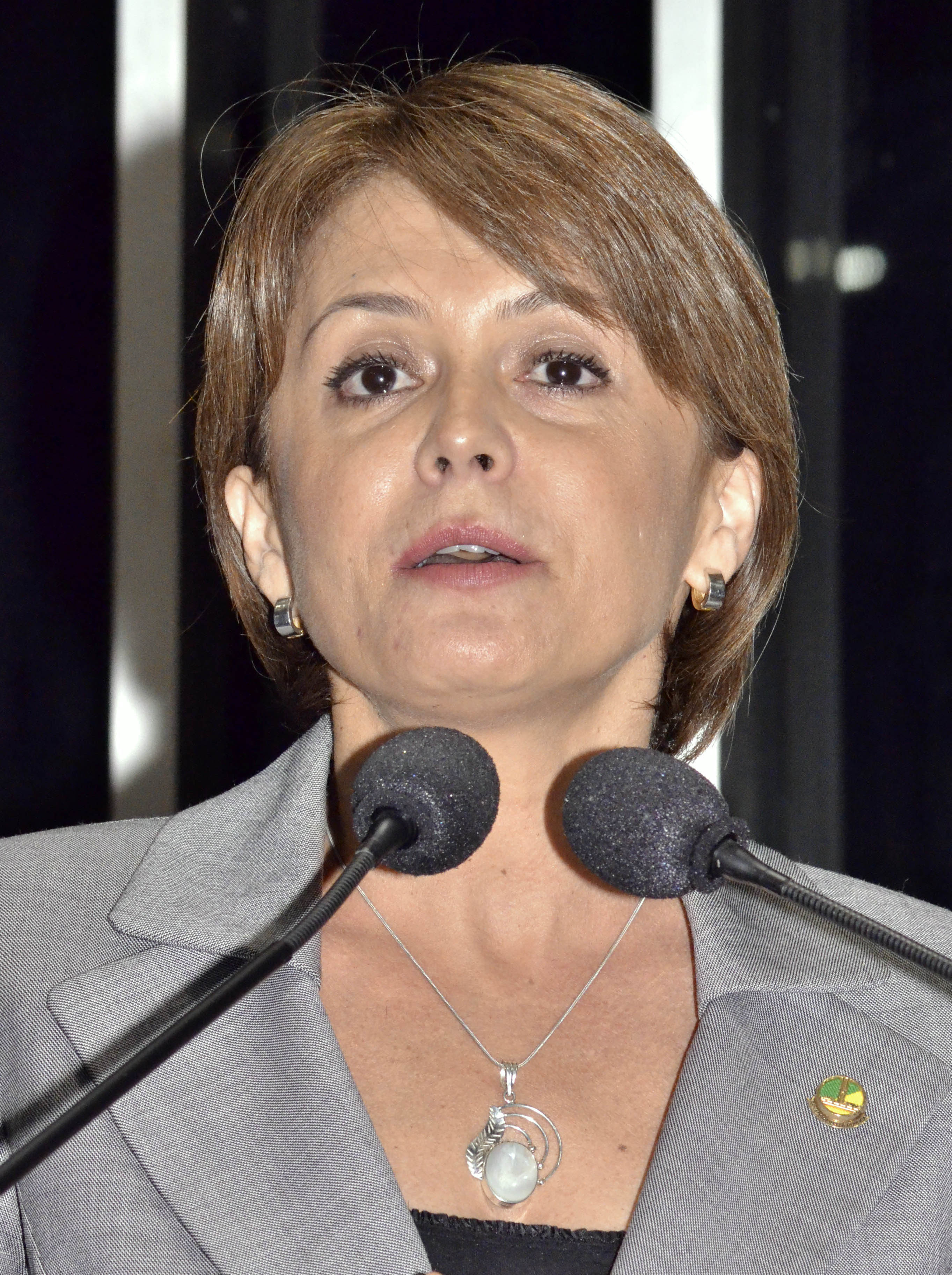
Senadora Ângela Portela esposa do ex-governador de Roraima Francisco Flamarion Portela, nascido no Araquém
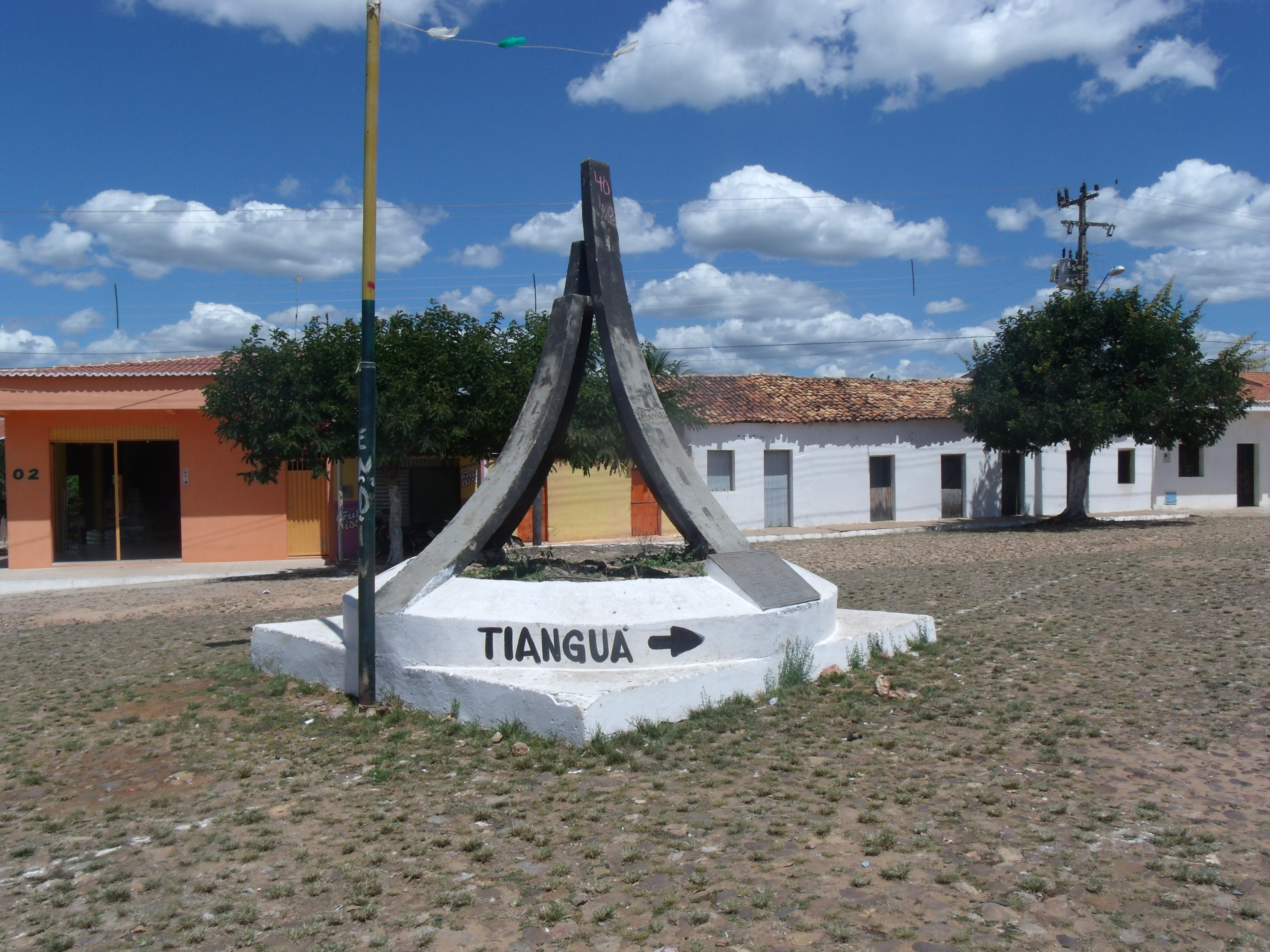
Monumento do Departamento de Edificações e Rodovias do Ceará Araquém.